# Pleurerythrops americana
Pleurerythrops americana är en kräftdjursart som beskrevs av Zoppi de Roa och Delgado 1989. Pleurerythrops americana ingår i släktet Pleurerythrops och familjen Mysidae. Inga underarter finns listade i Catalogue of Life.